# Delta do Jacuí

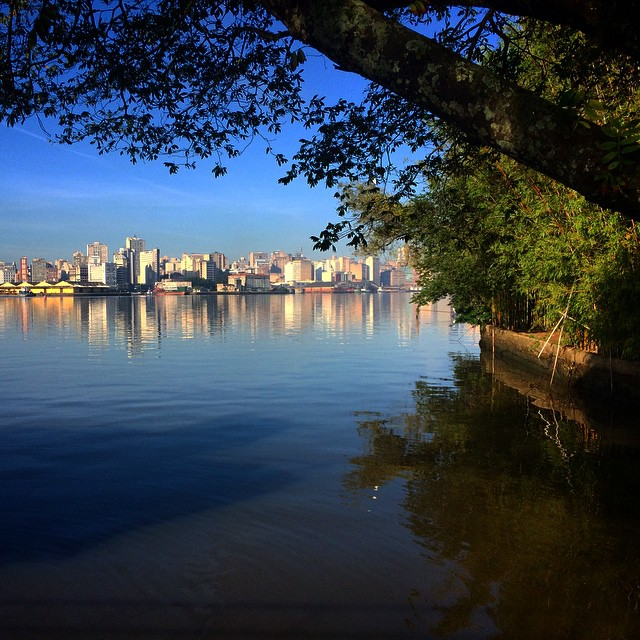
Vista de Porto Alegre a partir da Ilha do Pavão

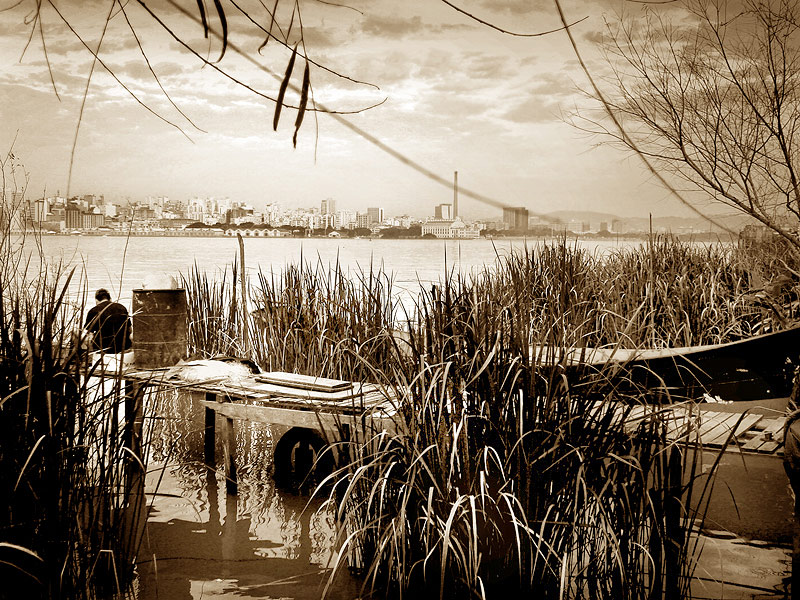
Ilha da Pintada

O Delta do Jacuí é um conjunto hidrográfico de dezesseis ilhas (arquipélago), canais, pântanos e charcos na Região Metropolitana de Porto Alegre, estado do Rio Grande do Sul, Brasil. O delta se forma principalmente a partir do rio Jacuí e secundariamente pelos rios Caí, Sinos e Gravataí, cujas águas deságuam no Lago Guaíba.
Politicamente, parte do delta é uma área de proteção ambiental da esfera estadual que se sobrepõe a uma unidade de conservação estadual, o Parque Estadual do Delta do Jacuí (PEDJ), 
o qual conta com um plano de manejo.
Já a Área de Proteção Ambiental do Delta do Jacuí (APAEDJ) se localiza nos municípios de Porto Alegre, Canoas, Nova Santa Rita, Triunfo, Charqueadas e Eldorado do Sul e totaliza extensão de 22.826,39 ha, enquanto o parque soma 14.242 ha.
O delta apresenta áreas dos biomas Pampa e Mata Atlântica e tem importante papel de regulação do regime hídrico do Rio Jacuí e Guaíba. Segundo o Plano de Manejo do PEDJ: "As áreas úmidas do interior do Parque fazem parte de um cojunto maior de áreas úmidas que, especialmente na região central do Rio Grande do Sul, formam uma faixa de banhados e várzeas em sentido oeste, chegando até o rio Ibicuí, junto ao rio Uruguai, e nos sentidos leste, nordeste e sudeste formam o sistema de banhados e lagoas da planície costeira".
As áreas a leste do delta encontram-se urbanizadas. As sedes urbanas dos municípios de Triufo, Eldorado do Sul e Charqueadas localizam-se às margens do delta. Áreas urbanas densas são encontradas ainda na região Ilhas do município de Porto Alegre, com áreas urbanas proeminentes nas ilhas das Flores, Grande dos Marinheiros e Pintada. Os bairros Humaitá e Navegantes do município de Porto Alegre faziam parte do sistema deltaico, mas a implantação do sistema de proteção contra cheias (do qual faz parte o Muro da Mauá) nos anos 1970 eliminou a exposição ao regime das águas do delta.

## Ilhas
As ilhas que o delta compreende são: 
1. Ilha das Balseiras
2. Ilha Cabeçuda
3. Ilha do Chico Inglês
4. Ilha do Corumbé
5. Ilha da Figueira
6. Ilha das Flores
7. Ilha da Formiga
8. Ilha do Furado
9. Ilha das Garças
10. Ilha Grande do Domingos José Lopes
11. Ilha Grande dos Marinheiros
12. Ilhas do Humaitá
13. Ilha do Lage
14. Ilha Leopoldina
15. Ilha do Lírio do Cravo
16. Ilha Mauá
17. Ilha Nova
18. Ilha do Oliveira
19. Ilha do Pavão
20. Ilha da Pintada
21. Ilha Pinto Flores
22. Ilha da Casa da Pólvora
23. Ilha das Pombas
24. Ilha Ponta Rasa
25. Ilha do Serafim
26. Ilha dos Siqueiras
27. Ilha da Virgínia.

A Ilha do Chico Inglês faz referencia ao apelido do comerciante português Francisco de Lemos Pinto ("Chico"), que recebeu concessão para ocupar as ilhas do delta e instalou um estaleiro na ilha.
A Ilha da Casa da Pólvora, também conhecida como Ilha do Paiva, abrigou temporariamente a Casa da Pólvora de Porto Alegre, prédio que foi reformado recentemente. A casa da pólvora foi posteriormente movida para a Ilha do Presídio (também conhecida como Ilha da Pólvora).
A maioria das ilhas que compõem o arquipélago do Delta do Jacuí integram o bairro de Porto Alegre denominado de "Arquipélago"; as exceções incluem a Ilha das Graças, que pertence ao município de Canoas.

### Canais
Entre as ilhas há também uma série de canais, muitos navegáveis. No Canal dos Navegantes está o Cais Mauá e o Porto de Porto Alegre. As águas do Delta do Jacuí também servem como manancial de abastecimento hídrico para Estações de Tratamento de Água de Porto Alegre.

## Unidades de conservação ambiental
O delta foi protegido através da criação de duas unidades de conservação ambiental: o Parque Estadual Delta do Jacuí (PEDJ) e a Área de Proteção Ambiental Delta do Jacuí (APAEDJ).
O Parque Estadual Delta do Jacuí foi criado através do decreto n.º 24.385, de 14 de janeiro de 1976. Como o parque não foi enquadrado nas categorias de unidade de conservação previstas no Sistema Nacional de Unidades de Conservação da Natureza (SNUC), instituído em 2000, houve a necessidade de criar legislação que o regulamentasse. Assim, o decreto estadual n.° 43.367, de 28 de setembro de 2004, veio corrigir a situação.

### Qualidade do ambiente
Em função do encontro das águas poluídas dos rios dos Sinos, Caí e Gravataí, o Delta do Jacuí apresenta poluição derivada de esgotos sanitários (principalmente vindas do Rio Gravataí) e por efluentes industriais (do Caí e dos Sinos) — provenientes da histórica região coureiro-calçadista próxima de Novo Hamburgo e São Leopoldo.
Cerca de 85% da área da região hidrográfica e das águas que chegam no Delta do Jacuí são do Rio Jacuí. Apesar disso, a maior parte dos sedimentos que adentram no Lago Guaíba são provenientes dos rios dos Sinos e Caí: o Rio Jacuí apresenta a menor produção anual de sedimentos por área, 20 Mg km-2 ano-1 — ou seja, 54 a 70% do sedimento que chega ao lago .